# Trichomanes pachyphlebium
Trichomanes pachyphlebium là một loài thực vật có mạch trong họ Hymenophyllaceae. Loài này được C. Chr. miêu tả khoa học đầu tiên năm 1920.